# Hævnen
Hævnen is een Deense dramafilm uit 2010 onder regie van Susanne Bier. De Deense filmtitel betekent letterlijk "de wraak". In de Angelsaksische wereld werd de film uitgebracht als In a Better World.
Bier won met deze film de Oscar voor beste buitenlandse film.

## Verhaal
Anton is een Zweedse arts die in Denemarken woont en in de Derde Wereld werkt. Zowel in Soedan als thuis in Denemarken worden hij en zijn gezin geconfronteerd met conflicten. Telkens moeten zij kiezen tussen wraak en vergeving.

## Rolverdeling
- Mikael Persbrandt: Anton
- Trine Dyrholm: Marianne
- Ulrich Thomsen: Claus
- Markus Rygaard: Elias
- William Jøhnk Nielsen: Christian
- Kim Bodnia: Lars